# 1038
| [ Edytuj tabelę ]          |                                                       |
| Książę Polski              | - 1034 Kazimierz I Odnowiciel 1058                    |
| Król Angkoru               | - 1010 Surjawarman I 1048                             |
| Król Anglii                | - 1035 Harold I Zajęcza Stopa 1040                    |
| Król Aragonii i Nawarry    | - 1035 Ramiro I 1063                                  |
| Hrabia Barcelony           | - 1035 Rajmund Berengar I 1076                        |
| Książę Bawarii             | - 1026 Henryk VI 1041                                 |
| Książę Burgundii           | - 1032 Robert I 1076                                  |
| Cesarz Bizancjum           | - 1034 Michał IV Paflagończyk 1041                    |
| Cesarz Chin                | - 1022 Song Renzong 1063                              |
| Książę Czech               | - 1035 Brzetysław I 1055                              |
| Król Danii                 | - 1035 Hardekanut 1042                                |
| Władca Egiptu              | - 1036 Al-Mustansir 1094                              |
| Król Francji               | - 1031 Henryk I 1060                                  |
| Król Gruzji                | - 1027 Bagrat IV 1072                                 |
| Hrabia Holandii            | - 993 Dirk III 1039                                   |
| Cesarz Japonii             | - 1036 Go-Suzaku 1045                                 |
| Kalif                      | - 1031 Al-Ka’im 1075                                  |
| Król Kastylii              | - 1035 Ferdynand I Wielki 1065                        |
| Wielki książę Kijowa       | - 1019 Jarosław Mądry 1054                            |
| Patriarcha Konstantynopola | - 1025 Aleksy I Studyta 1043                          |
| Władca Korei               | - 1034 Chŏngjong 1046                                 |
| Król Leónu                 | - 1037 Ferdynand I Wielki 1065                        |
| Król Norwegii              | - 1035 Magnus I Dobry 1047                            |
| Książę Obodrzyców          | - 1029 Racibor 1043                                   |
| Hrabia Palatynatu          | - 1034 Otto I ze Szwabii 1045                         |
| Papież                     | - 1032 Benedykt IX 1045                               |
| Hrabia Portugalii          | - 1028 Mendo III 1050                                 |
| Cesarz rzymski (niemiecki) | - 1027 Konrad II 1039                                 |
| Książę Saksonii            | - 1011 Bernard II 1059                                |
| Król Szkocji               | - 1034 Duncan I 1040                                  |
| Król Szwecji               | - 1022 Anund Jakub 1050                               |
| Doża Wenecji               | - 1032 Domenico Flabanico 1043                        |
| Król Węgier                | - 1000 Stefan I Święty 1038 - 1038 Piotr Orseolo 1041 |

Rok 1038 / MXXXVIII
stulecia: X wiek ~
XI wiek ~
XII wiek

lata: 1028 «
1033 «
1034 «
1035 «
1036 «
1037 «
1038
» 1039
» 1040
» 1041
» 1042
» 1043
» 1048

## Wydarzenia w Polsce
- bunt ludowy w Wielkopolsce.
- najazd księcia Brzetysława na Polskę.
- najazdy Prusów i Pomorzan na Polskę.
- założono gród Bydgoszcz

## Wydarzenia na świecie
- Europa
  - Stefan I Święty zajął Słowację (data sporna lub przybliżona)

## Urodzili się
- Piotr z Cava dei Tirreni, włoski benedyktyn, biskup, święty katolicki (zm. 1123)

## Zmarli
- 5 maja – Gotard z Hildesheim, benedyktyn, biskup, święty katolicki (ur. ok. 960)
- 28 lipca - Herman IV Szwabski, książę Szwabii (ur. 1014)
- 15 sierpnia – Stefan I Święty, król węgierski (ur. ok. 975)

- data dzienna nieznana :
  - Changshui Zixuan – chiński mistrz chan szkoły linji
  - Ibn al-Hajsam, najwybitniejszy fizyk świata islamskiego (ur. 965)